# Список служб и инструментов «ВКонтакте»
Социальная сеть «ВКонтакте», помимо служб для организации общения, предоставляет ряд возможностей, в частности видеохостинг VK Видео, потоковое аудио VK Музыка, сокращение ссылок VK.cc и т. п.

## Список возможностей

### Общение
| Название службы       | Описание службы | Начало работы | Адрес службы |
| --------------------- | --- | --- | --- |
| Микроблог             | Лента записей пользователя или группы, расположенных в обратном хронологическом порядке. К записям можно прикреплять фотографии, аудио- или видеофайлы, документы, заметки, опрос или граффити. Можно делать отметки на карте (к примеру, на Яндекс.Картах). Есть функция (в сообществах и у пользователей с количеством подписчиков 100 и более) отложенной публикации сообщений («Таймер»), позволяющая отправлять сообщение не сразу, а в указанное время.                                       | 21 октября 2010 года, первая версия была запущена в августе того же года.                                                                     | Доступен на личной странице пользователя |
| Мессенджер            | Функция отправки личных сообщений. Служба доступна на кнопке «Мои сообщения» в меню слева. Можно организовать общение («чат») от 2 до 100 человек одновременно. К записям можно прикрепить файлы или пометку на карте. Отправить сообщение можно и на электронный почтовый адрес. Есть функция звуковых уведомлений и оповещений о новых сообщениях в браузере. В мае 2014 года пользователи ВКонтакте отправили более 2 млрд сообщений в сутки.                                                    | | http://vk.com/im |
| Новости               | Лента сообщений групп и отдельных людей, на которых подписан пользователь. Доступна на вкладке «Мои новости» в меню слева. Прямо в ленте можно писать комментарии и прикреплять к ним медиафайлы и документы. Отдельно могут быть показаны фотографии. Есть функция «Сначала интересные», отображающая записи, соответствующие, по мнению искусственного интеллекта, вкусам пользователя. Имеется поиск по новостям в реальном времени.                                                             | | http://vk.com/feed |
| Заметки               | Отдельная категория сообщений пользователя, позволяющая писать в том числе и длинные тексты. Как и в обычных сообщениях, можно прикреплять, фотографии, документы и др. | | http://vk.com/notes |
| Сообщества            | Пользователи «Вконтакте» могут организовывать сообщества двух видов — группы (писать записи в ленте может любой участник) и публичные страницы (редактирование и публикация сообщений доступны лишь администрации, подходят для официальных сообществ компаний и звёзд). Есть также возможность создавать «Мероприятия» для организации встречи людей в определённом месте. | | http://vk.com/groups |
| Вики-страницы         | Возможность использовать вики-разметку для оформления групп (редактировать профили людей таким образом нельзя). Позволяет украсить страницу графикой, разнообразным форматированием текста (жирный шрифт, подчёркивание, заголовки и т. д.), навигационным меню. Чтобы включить функцию, нужно в меню управления сообществом напротив пункта «Материалы» выбрать «Подключены», сохранить изменение и на главной странице сообщества нажать кнопку «редактировать» рядом с пунктом «Свежие новости». | | Страницы сообществ ВКонтакте |
| Кнопка «Мне нравится» | Позволяет добавлять отмеченные сообщения, страницы, фото-, аудио-, видеофайлы и др. в закладки (vk.com/fave?section=likes_posts), а также делиться ими с друзьями. | 21 сентября 2010 года | |
| VK Звонки             | Голосовая и видеосвязь между пользователями. | Тестирование началось 31 января 2011 года, для всех функция стала доступна 18 января следующего года — 2016 Повторно запущены 28 апреля 2018. | Позвонить можно, нажав в диалоге на иконку трубки, как в десктопной версии, так и в приложениях для iOS и Android, а также, в программе VK Мессенджер для Windows, Mac, iOS и Android и в программе VK Звонки, если пользователь не закрыл это в настройках приватности. |

### Мультимедиа
| Название службы | Описание службы | Начало работы        | Адрес службы          |
| --------------- | --- | -------------------- | --------------------- |
| Фотографии      | Бесплатная служба загрузки фотографий от «ВКонтакте», позволяет загружать одновременно до 50 фото. Максимальный размер файлов — 1280 пикселей. Загружаемые фотографии хранятся в трех форматах (604, 807, 1280) для удобства пользователей с разным размером и разрешением экрана, причём в зависимости от размера фотографии в файловой системе присваиваются имена вида x_a257cl45.jpg, y_a257cl45.jpg и z_a257cl45.jpg (для соответственно малых, средних и больших фото). Фотографии можно разобрать по альбомам, для каждого альбома можно установить настройки приватности. Снимки можно редактировать (обрезать, применять эффект размытия, а также один из шести фильтров), отмечать на них людей, отправлять друзьям, привязывать снимки к месту на карте (например, на Яндекс.Картах), сделать снимок главным фото профиля. Максимальное количество фотографий в альбоме — 10 000. Имеется встроенный фоторедактор с автоматической коррекцией, 15 фильтрами, кадрированием, настройкой параметров фотографии (таких, как изменение уровня экспозиции, контраста и насыщенности фото; доступны настройки «Виньетирование», «Резкость» и «Сепия»), также есть возможность накладывать на картинку текст, поворачивать фото и применять эффект размытия. На октябрь 2012 года, фотохостинг «ВКонтакте» хранил более 35 миллиардов фотографий, причём каждый день загружаются ещё 70 млн. Эти цифры делают службу крупнейшим фотохостингом в Европе. |                      | http://vk.com/albums  |
| VK Музыка       | «ВКонтакте» предоставляет своим пользователям возможность загружать аудиофайлы размером до 200 Мб в формате .mp3. Также есть ограничение на количество одновременно загружаемых файлов (не более 20 согласно сообщениям об ошибке интерфейса загрузки) и ограничение на количество файлов, загружаемых за определённый период времени (не более 30 файлов, определено экспериментально, период времени по истечении которого файлы можно загружать снова на данный момент не известен, при попытке загрузить до его истечения большее количество файлов выдается сообщение об ошибке). Имеется раздел «Рекомендации», автоматически подбирающий для каждого пользователя треки на основе истории его прослушиваний. Аудио-, как и видеофайлы ВКонтакте, имеют систему «цифровых отпечатков», которая позволяет правообладателям пресечь загрузку нелегального содержания в соцсеть. По состоянию на 2010 год, был крупнейшим аудиохостингом в СНГ, на который загружалось более 600 тысяч записей в день. |                      | https://vk.com/music  |
| VK Видео        | Представляет собой службу хранения и просмотра видео. Есть возможность загружать файлы размером до 2 Гб в форматах: AVI, MP4, 3GP, MPEG, MOV, MP3, FLV или WMV. Служба была запущена в тестовом режиме 19 июня 2007 года, а 7 июля такая возможность появилась у всех пользователей. За две недели существования видеослужба от «ВКонтакте» обогнала Rutube. Как и в случае с аудио, плеер для просмотра видео был написан внутренними усилиями компании. По состоянию на октябрь 2014 года, на видеослужбу ВКонтакте приходилось 57 % от общего количества просмотров видео в рунете, а абсолютное число просмотров превысило 1 млрд в месяц. По монетизации в рунете он опережает YouTube. В апреле 2015 служба была обновлена: появились подборка редакции, лицензионные видео от популярных российских телеканалов и раздел с популярными каналами сериалов, блогеров и различных шоу. В стандартном интерфейсе сайта Вконтакте нет и никогда не было специальной опции, чтобы сохранить видео себе на устройство, данная функция возможна лишь с помощью сторонних сервисов. | 19 июня 2007 года    | http://vk.com/video   |
| Документы       | Бесплатная возможность хранить неограниченное время документы различных форматов (doc, docx, xls, xlsx, ppt, pptx, rtf, pdf, png, jpg, gif, psd, mp3 (до 2015 года), djvu, fb2, ps) размером до 200 Мб. Документы могут быть доступны через поиск всем пользователям, но есть и настройки приватности, позволяющие ограничить доступ к загруженным файлам. По умолчанию документ имеет статус личного и другим не доступен. Есть возможность добавлять метки, облегчающие поиск документа через поиск. Подключается функция через «Мои настройки», во вкладке «Общие». | 25 мая 2011 года     | http://vk.com/docs    |
| Snapster        | Мобильное приложение для обработки и обмена фотографиями | 17 июля 2015 года    | snapster.io           |
| VK Live         | Мобильное приложение для видеотрансляций | 20 декабря 2016 года | https://vk.com/vklive |
| Клипы           | Просмотр коротких видеороликов от друзей и миллионов других авторов в новом разделе приложения ВКонтакте. Создание своих клипов на профессиональном уровне.Нужен только смартфон. | июнь 2020            | https://vk.com/clips  |

### Другие
| Название службы       | Описание службы | Начало работы         | Адрес службы                                                                               |
| --------------------- | --- | --------------------- | ------------------------------------------------------------------------------------------ |
| Граффити              | Особенный способ общения, выражающийся в возможности рисовать в лентах сообщений, создавать красочные поздравления, напоминания и др. Рисовать можно как самому, так и с помощью приложений. |                       | Служба доступна как расширение функционала микроблога, по кнопке «Прикрепить» — «Граффити» |
| Подарки               | Возможность дарить другим пользователям изображения («подарки») стоимостью во внутренних платёжных единицах «ВКонтакте» — 3 голоса. Подарки отображаются в разделе под фотографией профиля пользователя. Могут быть подарены анонимно; в целом есть достаточно широкие настройки приватности.                       |                       | https://vk.com/gifts                                                                       |
| Предпросмотр статей   | При добавлении в сообщение некоторых ссылок (Википедия, ЖЖ, новостные сайты), сайт «ВКонтакте» кэширует текст и картинки из соответствующей страницы в интернете (если владелец сайта предварительно не запретил это делать). В результате можно просмотреть кешированную версию страницы, не покидая сайт соцсети. |                       |                                                                                            |
| Сокращение ссылок     | Служба по укорачиванию ссылок для зарегистрированных пользователей ВКонтакте. |                       | https://vk.com/cc                                                                          |
| Товары                | Возможность создавать виртуальные витрины с каталогом товаров прямо внутри сообществ. | 10 сентября 2015 года | https://vk.com/market                                                                      |
| Университет ВКонтакте | Образовательный проект в виде лекций и практических занятий по изучению языков программирования, направленный на учащихся школ и вузов. | 10 ноября 2015 года   | Университет ВКонтакте                                                                      |
| Реклама ВКонтакте     | Рекламная платформа, позволяющая размещать объявления на страницах ВКонтакте. |                       | Реклама ВКонтакте                                                                          |
| Просмотр документов   | Просмотр файлов форматов jpg/jpeg, png, pdf в интерфейсе сайта, расширения gif на текущей странице сайта. Просмотр файлов Microsoft Office — документов doc и docx, таблиц xls и xlsx, презентаций ppt и pptx — не покидая сайт..                                                                                   | ... 2 марта 2017 года |                                                                                            |

### Закрытые или нереализованные
| Название службы   | Описание службы | Начало и конец работы              | Старый адрес службы                 |
| ----------------- | --- | ---------------------------------- | ----------------------------------- |
| Стена             | Индивидуальная гостевая книга пользователя, существовала до введения микроблога | 2006—2010                          | vkontakte.ru/wall.php               |
| Желания           | Список вещей, которые пользователей хочет получить в подарок от других. Служба действовала в сотрудничестве в интернет-магазинами. Был закрыт синхронно с платёжной системой «ВКонтакте».                                                                                            | 7 июля 2010 — 15 августа 2011 года | vkontakte.ru/gifts.php?act=wishlist |
| Деньги            | Внутренняя платёжная система «ВКонтакте». Была закрыта из-за выхода закона «О национальной платежной системе» | 2010—2011                          |                                     |
| Мнения            | Возможность пользователям анонимно высказать о своих друзьях то, что на самом деле думают. |                                    | vkontakte.ru/opinions.php           |
| Предложения       | Необычные предложения, начинающиеся со слов «Хотели бы Вы…?». |                                    | vkontakte.ru/matches.php            |
| Вопросы           | Возможность вывесить на странице профиля интересующий вопрос. |                                    | vkontakte.ru/questions.php          |
| Рейтинг           | Определяет место пользователя в поисковой выдаче. Повысить рейтинг можно, заполнив как можно больше информации о себе на странице профиля. Также есть и платные способы покупки рейтинга «голосами» (внутренняя валюта «ВКонтакте»).                                                 | ? — 2011                           | vkontakte.ru/rate.php               |
| Объявления        | Служба частных объявлений в соцсети. Содержал следующие подразделы: «На продажу», «Услуги», «Недвижимость», «Вакансии», «Знакомства», «События». Позже они были изменены на «Товары», «Услуги», «Недвижимость», «Вакансии», «Знакомства» и «Автомобили».                             | ? — 2011                           | vkontakte.ru/market.php?act=list    |
| Электронная почта | Функциональность, о грядущем открытии которой стало известно весной 2010 года. Пользователи, как планировалось, получал адрес электронной почты типа <имя пользователя>@vkontakte.ru. Позднее функцию отправки сообщений на почту посторонних людей приобрела служба «Мои сообщения» | не реализован                      |                                     |
| ВКадре            | Служба поиска по видео пользователей «ВКонтакте», не скрытого настройками приватности. | 2008—2010                          | vkadre.ru                           |
| ВШтате            | Соцсеть для поиска профессиональных контактов. Возглавлял Илья Перекопский. | 2008—2010                          | vshtate.ru                          |